# Dakhin Shāhbāzpur Island
Dakhin Shāhbāzpur Island är en ö i Bangladesh. Den ligger i den södra delen av landet, 140 km söder om huvudstaden Dhaka.
Runt Dakhin Shāhbāzpur Island är det mycket tätbefolkat, med 1 018 invånare per kvadratkilometer.